# Palazzo Lorenzo Cattaneo
Il palazzo Lorenzo Cattaneo, anche detto palazzo Grillo Cattaneo,  è un edificio storico italiano, sito in piazza Grillo Cattaneo 1, nel centro storico di Genova. È uno dei Palazzi dei Rolli che furono designati, al tempo della Repubblica di Genova, a ospitare gli ospiti di alto rango durante le visite di stato per conto del governo genovese.

## Storia e descrizione
Fu costruito su preesistenze medievali nei primi anni del Cinquecento per volontà di Lorenzo Cattaneo, ricco commerciante e imprenditore che nello stesso periodo fece sistemare la villa di Terralba (oggi villa Imperiale) per accogliervi Luigi XII re di Francia.
La traccia più evidente di questo intervento è costituito dal portale d'accesso al palazzo, realizzato dallo scultore lombardo Antonio della Porta detto il Tamagnino nel 1504. L'opera rispecchia l'originalità del Cattaneo, un unicum in ambito genovese sia per l'importanza del committente sia per l'originalità della struttura e della decorazione, che costituisce un significativo esempio del rinascimento a Genova. Costituito da due portali sovrapposti, interrotti da capitelli posti ai due terzi dell'altezza che creano una struttura tridimensionale, si aggiunge un'ornamentazione dall'iconografia simbolica. Le armi all'antica, poste sopra il capitello di sinistra, rimandano e si contrappongono a quelle all'epoca moderne, "alla lombarda", poste sul lato destro, così come alla conclusione dei rilievi plastici degli stipiti inferiori. Sulla sinistra un cesto di frutta, emblema della carità come amor proximi, si rispecchia nel pellicano simbolo dell'amor Dei posto a destra. La lettura simbolica continua ancora nelle immagini scolpite sui due dadi ai lati dell'architrave: il liocorno cavalcato da una figura maschile e il leone che sorregge una figura femminile, entrambi simboli alchemici del mercurio, ma interpretabili anche in chiave religiosa come allusioni al Cristo. Infine, nel XVII secolo, al portale venne aggiunto sul culmine il fastigio marmoreo recante il monogramma mariano, con i due angioletti che sorreggono il trigramma cristologico.
Nella seconda metà del Cinquecento fu dimora del doge Leonardo Cattaneo. Nel 1622 Leonardo Grillo Cattaneo commissionò a Bartolomeo Bianco il rinnovo dell'atrio, mentre sotto le proprietà Gavotti e Lagorio si avviò il processo di trasformazione da palazzo nobiliare a casa ad appartamenti.
Nel 1868 l'edificio venne ceduto ai Lagorio che rivisitarono gli spazi frazionando i locali interni.
È stata invece distrutta durante la seconda guerra mondiale la loggia collocata a livello del piano nobile tra vico del Fumo e vico San Giorgio, molto simile alla loggia ancora esistente in villa Imperiale.

## Galleria d'immagini

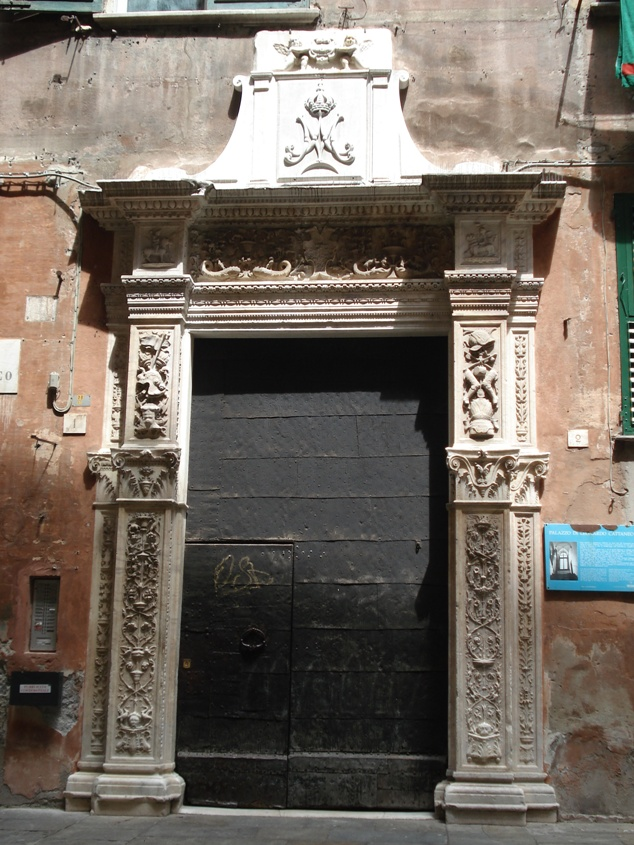
Il portale
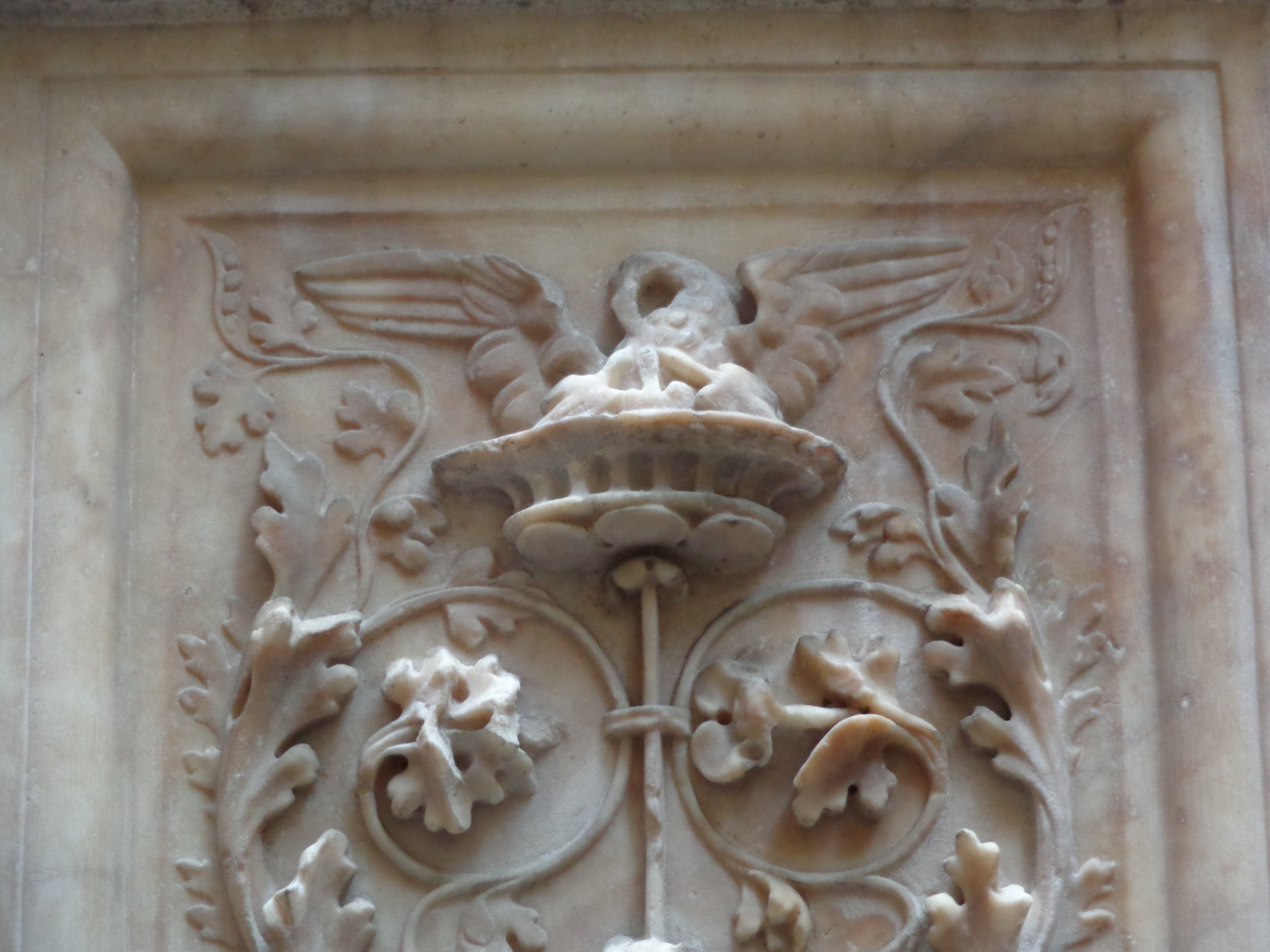
Il Pellicano, particolare del portale
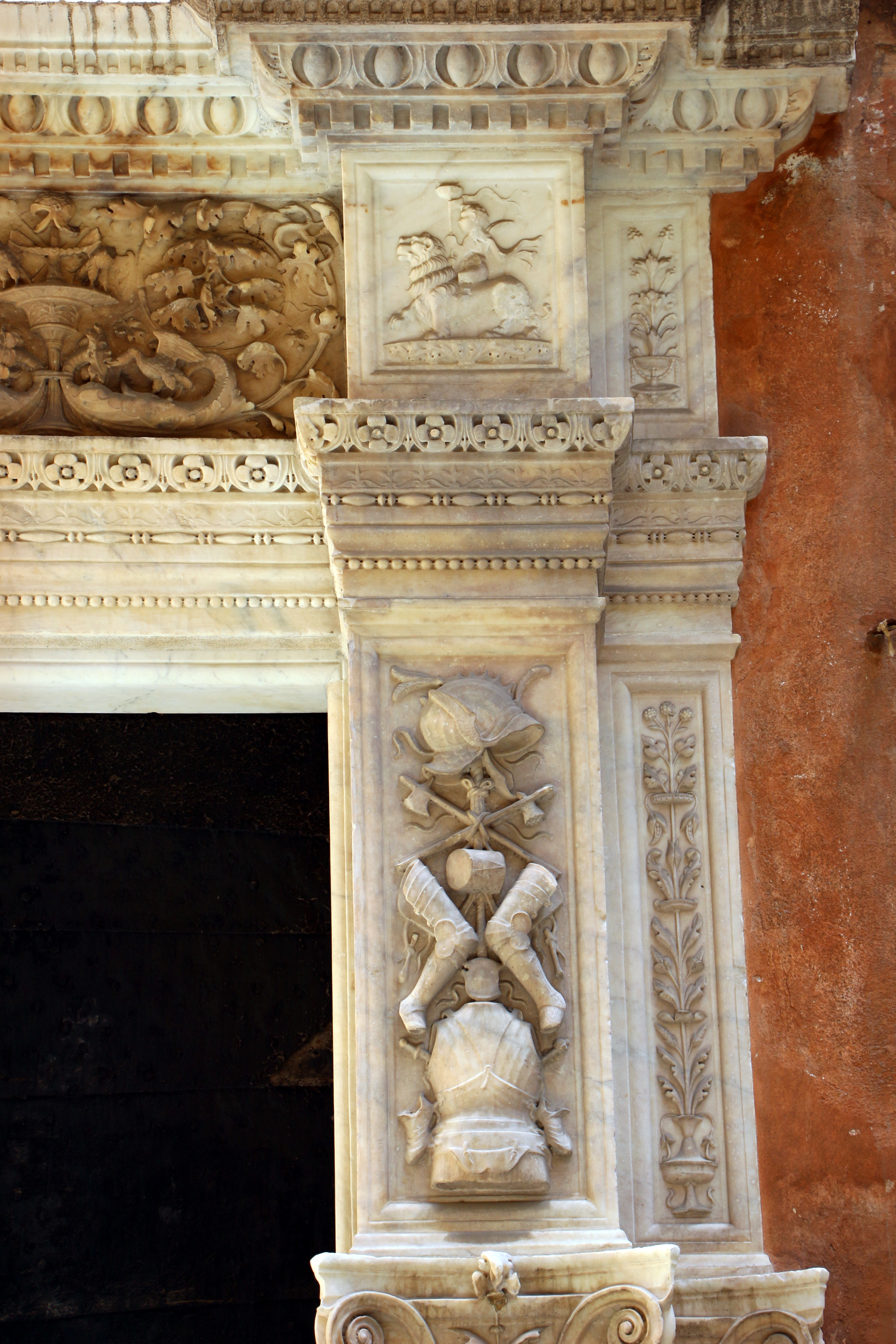
Le armi moderne, particolare del portale
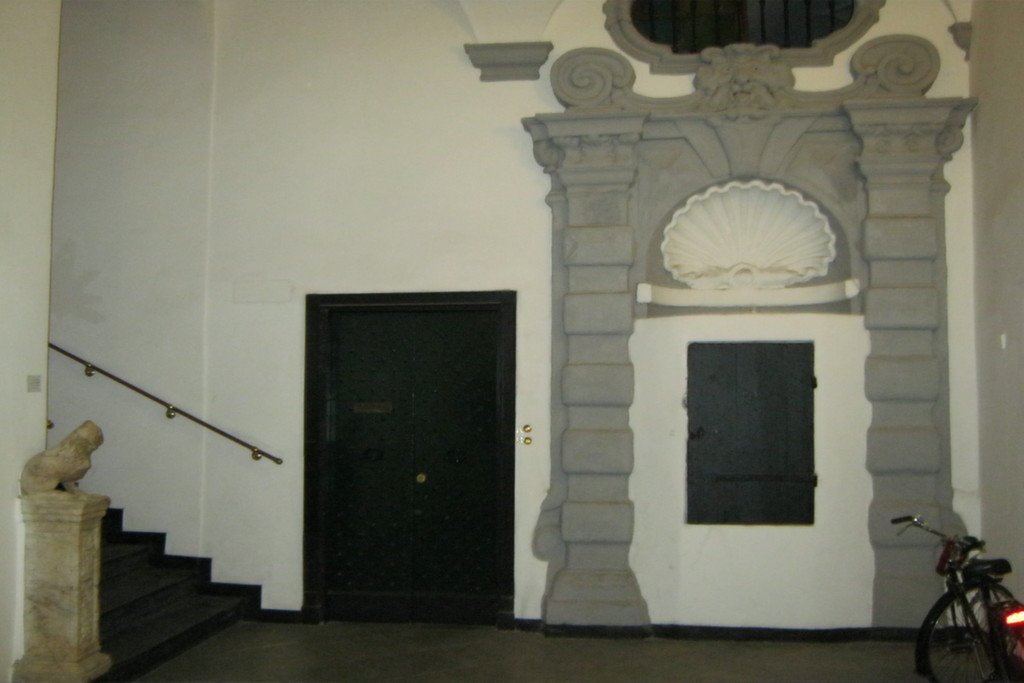
Interno del Palazzo